# Lac Le Royer
Lac Le Royer är en sjö i Kanada.   Den ligger i regionen Nord-du-Québec och provinsen Québec, i den östra delen av landet, 500 km norr om huvudstaden Ottawa. Lac Le Royer ligger 366 meter över havet.
Trakten runt Lac Le Royer är nära nog obefolkad, med mindre än två invånare per kvadratkilometer.